# Paradosso del Sole giovane debole
Il paradosso (o problema) del Sole giovane debole descrive un'apparente contraddizione fra le osservazioni dell'acqua allo stato liquido nella storia della Terra primordiale e le aspettative su base scientifica che l'energia solare emessa all'inizio della sua storia sia stata pari al 70% di quella emessa nell'attuale epoca.
Secondo il modello solare standard, le stelle simili al Sole aumenterebbero gradualmente la loro luminosità lungo l'arco della loro vita; tuttavia, secondo le stime della quantità di energia emessa dal Sole 4 miliardi di anni fa e avendo la medesima quantità di gas serra sul nostro pianeta, tutta l'acqua esposta sulla superficie avrebbe dovuto essere ghiacciata. Ma ciò contraddice le osservazioni geologiche delle rocce sedimentarie, che richiedono la presenza dell'acqua allo stato liquido per potersi formare.
La tensione fra le due ipotesi si basa sull'idea errata che la concentrazione del gas atmosferico in passato fosse la stessa dell'epoca attuale. Innanzitutto, prima dell'avvento della vita l'ossigeno era molto meno presente di quanto non lo sia adesso; in presenza di ossigeno, il metano viene ossidato a diossido di carbonio, dunque in assenza di ossigeno la presenza di metano avrebbe potuto essere molto più elevata di quella attuale. Il metano è un potente gas serra, più del diossido di carbonio, per cui la sua relativa abbondanza nell'atmosfera della Terra primordiale altera notevolmente le stime fatte senza considerare questo gas.
Inoltre, la versione inorganica del ciclo del carbonio contribuirebbe a modificare lo scenario: il carbonio dissolto in acqua può formare acido carbonico, che interagendo con il calcio produce carbonato di calcio. Se le precipitazioni fossero cessate e gli oceani fossero ghiacciati, questo ciclo non avrebbe avuto luogo. Le esplosioni vulcaniche avrebbero quindi causato un forte aumento di diossido di carbonio e metano nell'atmosfera senza che l'acqua allo stato liquido assorbisse questo gas emesso. Quando la temperatura superficiale diventò sufficientemente alta per consentire l'esistenza di oceani e le precipitazioni, il ciclo sarebbe tornato all'attivo e avrebbe moderato la concentrazione dei gas serra.
Va anche tenuto in considerazione che sebbene ci siano le prove dell'esistenza di acqua allo stato liquido, fin dalle epoche più antiche della Terra, si è evidenziato che ci sarebbero stati diversi esempi evidenti che in alcuni periodi gli oceani della Terra sarebbero stati completamente congelati (teoria della Terra a palla di neve). L'ultimo di questi periodi avrebbe avuto luogo circa 630 milioni di anni fa e avrebbe preceduto la grande esplosione del Cambriano, ossia la vasta diffusione di organismi pluricellulari.